# Miguel Rojas Mix
Miguel Rojas Mix (1934-2022) fue un escritor e historiador chileno.

## Biografía
Nacido en 1934 en Santiago de Chile, es autor de obras como La Plaza Mayor. El urbanismo, instrumento de dominio colonial (Muchnik Editores, 1978); La cultura afroamericana (Anaya, 1988); Los cien nombres de América: eso que descubrió Colón (Editorial Universidad de Costa Rica, 1991); América imaginaria (Editorial Lumen, 1992); y El Imaginario. Civilización y cultura del siglo XXI (Editorial Prometeo, 2006); entre otras. Falleció en 2022.